# Neonauclea chalmersii
Neonauclea chalmersii là một loài thực vật có hoa trong họ Thiến thảo. Loài này được (F.Muell.) Merr. mô tả khoa học đầu tiên năm 1915.